# Religion au Cambodge

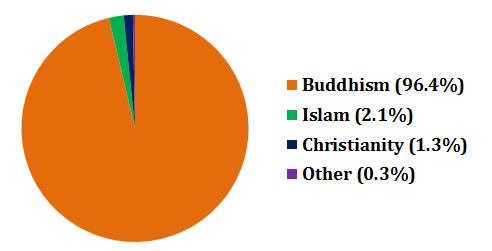
Répartition de la population du Cambodge par religions (en 2013) : le bouddhisme est très largement majoritaire.

Une forte majorité de Cambodgiens (plus de 95 %) sont adeptes du bouddhisme theravāda, par ailleurs religion d’État. Le terme figure d’ailleurs au second rang dans la devise du royaume du Cambodge actuel (« Nation, Religion, Roi »).
Cette prépondérance se retrouve dans la constitution qui reconnait le bouddhisme comme religion d’État.
À côté de cette religion dominante coexistent une petite communauté musulmane (moins de 2 %), essentiellement implantée parmi l’ethnie Cham, quelques chrétiens et des minorités montagnardes (Khmer Loeu) qui ont conservé l’animisme, en vigueur dans toute la région avant l’apparition de l’hindouisme.
Malgré cette hégémonie, comme dans la plupart des pays partageant la même obédience, qui se soucie peu de prosélytisme, la liberté de culte parait respectée et aucune confession ne semble faire l’objet de persécution religieuse.
| Religion         | Pourcentage | Population |
| ---------------- | ----------- | ---------- |
| Bouddhisme       | 96,93 %     | 12 984 523 |
| Islam            | 1,92 %      | 257 022    |
| Autres religions | 0,78 %      | 104 081    |
| Christianisme    | 0,37 %      | 50 056     |
| Total            | 100,00 %    | 13 395 682 |

## Bouddhisme
Le bouddhisme theravāda est la religion d’État depuis la fin du règne de Jayavarman VII (1181-1218), mise à part une réaction shivaïte au XIIIe siècle, sous Jayavarman VIII et l’épisode des régimes communistes du Kampuchéa démocratique et de la république populaire du Kampuchéa à la fin du XXe siècle.

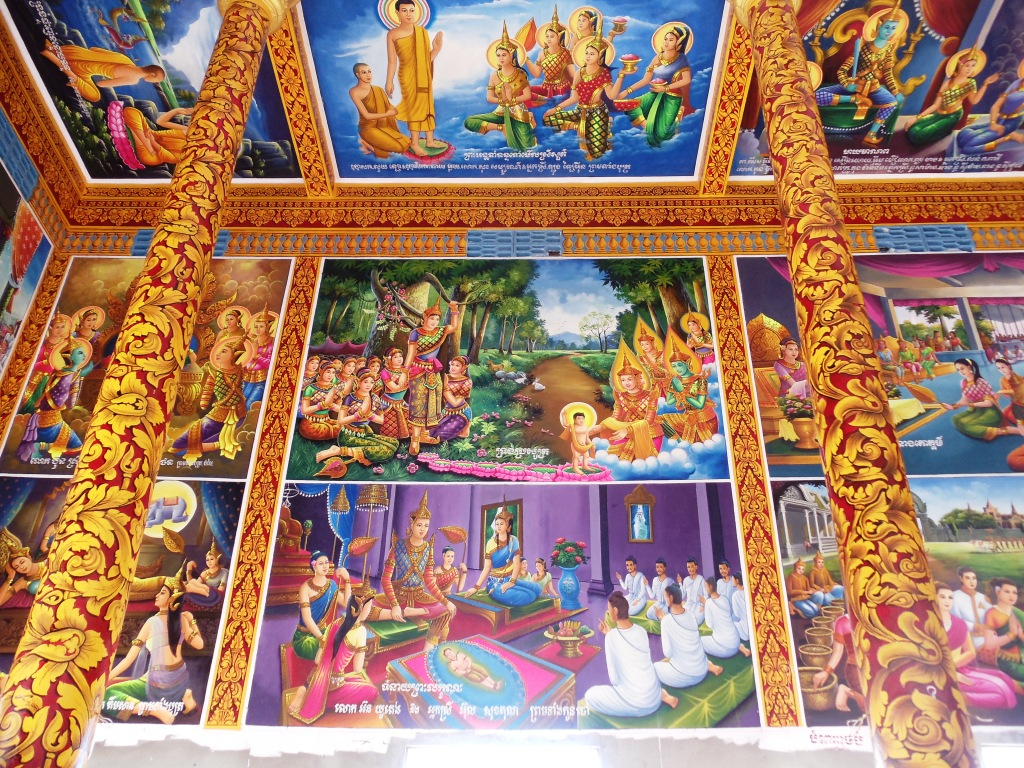
Décoration intérieure d'une pagode récente à Kratie

Jayavarman VII pratique le Bouddhisme grand véhicule Mahayana 
De nos jours, le bouddhisme garde un rôle central auprès de la monarchie. Les vénérables des deux ordres (Maha Nikaya et Dhammayuttika Nikaya) sont membres de droit du conseil du trône chargé de choisir un nouveau souverain lorsque la fonction royale est vacante. De même, lors du couronnement, le monarque doit s’engager à se conformer aux quatre enseignements fondamentaux du Bouddha et à faire preuve de compassion pour son peuple.
Enfin, comme souvent pour les religions majoritaires, le bouddhisme cambodgien, outre son aspect spirituel, comporte aussi un volet social. La construction, puis l’entretien d’une pagode est souvent un acte fédérateur d’une communauté villageoise ou d’un quartier, où chacun contribue en fonction de ses moyens, l’un amenant des fonds, l’autre participant aux travaux. Les localités rivalisent alors pour faire paraître leur lieu de culte le plus somptueux possible et essayent d’attirer les personnes ayant une réputation de haute probité morale dont les enseignements assureront la renommée de la pagode hors de la communauté. Beaucoup de moines et de pratiquants du Bouddhisme Théravada  au Cambodge suivent un chemin contraire par rapport à l'enseignement du Bouddha. C'est une religion d'Etat, que les hommes politiques n'hésitent pas à l'utiliser comme moyen pour atteindre leurs buts.

## Islam

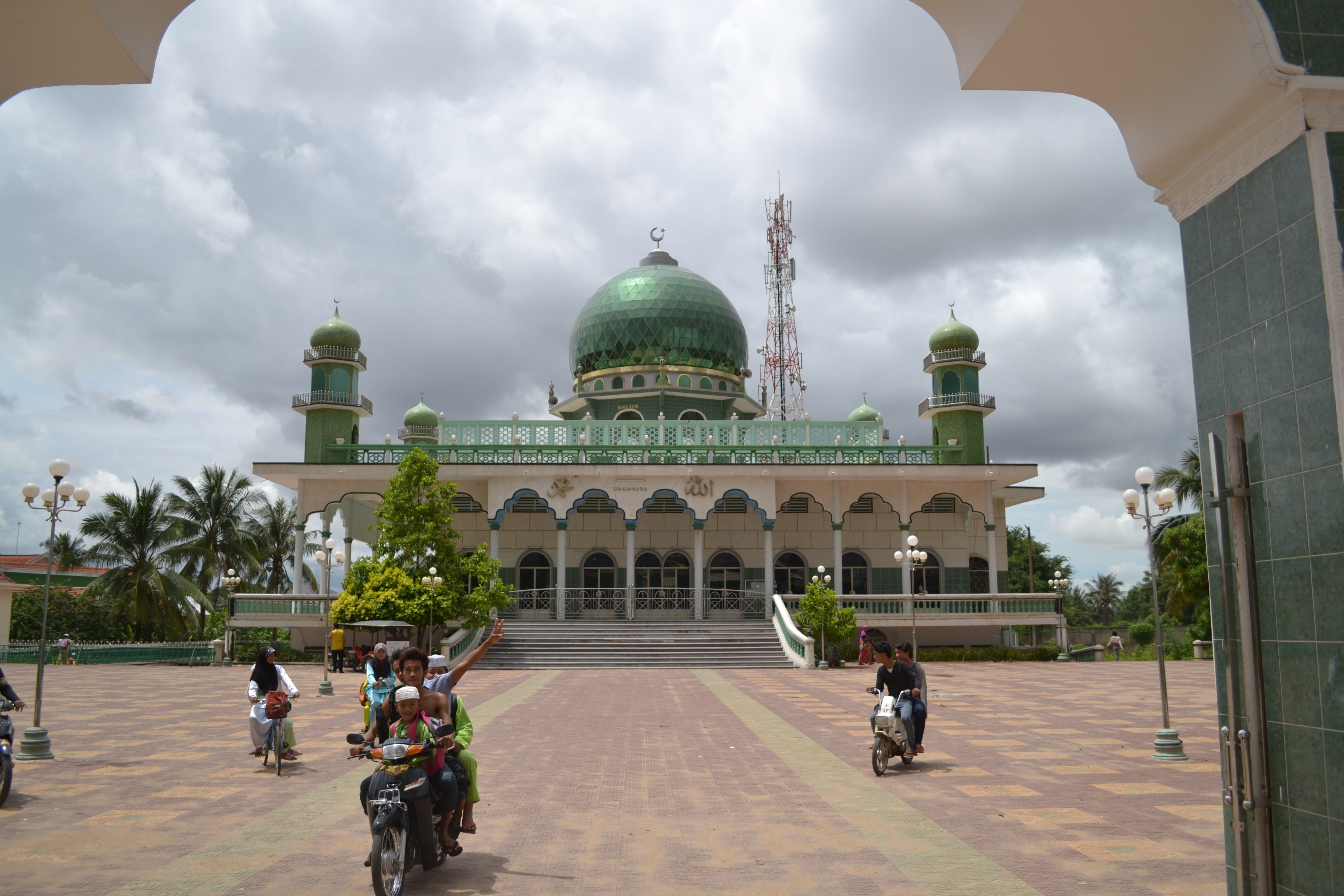
La mosquée KM9 en périphérie de Phnom Penh

L‘islam est la principale religion de la minorité cham (dont les membres sont aussi appelés Khmers Islam ou Cambodgiens musulmans) et de Malais vivant dans ce pays.
En 2008 leur estimation est d'environ 250 000, soit un peu moins de 2 % de la population.

## Christianisme
- Liste des cathédrales du Cambodge

### Catholicisme
- Catholicisme au Cambodge

La première mission chrétienne connue au Cambodge est celle menée dans les années 1550 par un dominicain portugais du nom de Gaspard de Santa-Cruz, mais dans ses mémoires il reconnut lui-même l’échec de son entreprise. Depuis, d’autres tentatives se sont succédé, mais les conversions sont restées rares.

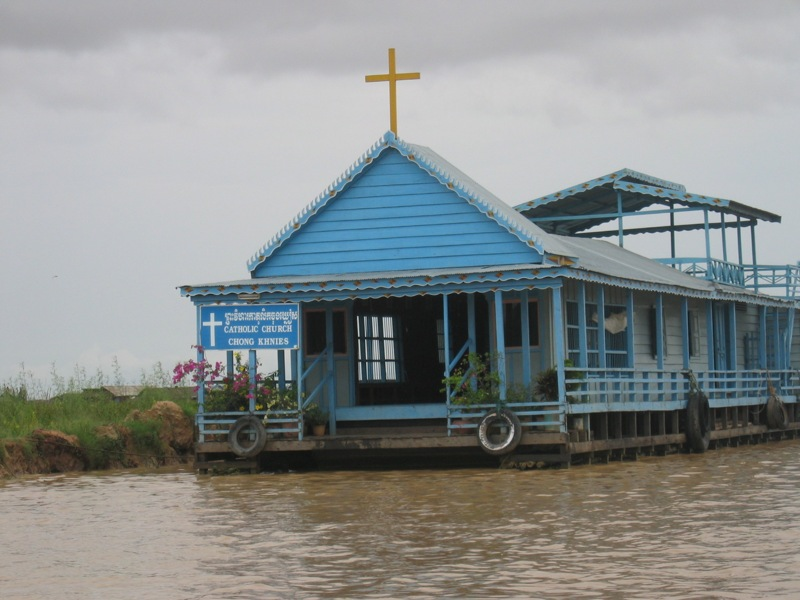
L'église du village flottant de Chong Khneas, dans la province de Siem Reap

D’après les statistiques du Vatican, les catholiques étaient au nombre de 120 000 au Cambodge en 1953, ce qui en faisait le second groupe religieux de l’époque derrière les bouddhistes. Ce chiffre devra être revu à la baisse au printemps 1970, après le rapatriement de quelque 50 000 d’entre eux d’origine vietnamienne. On estime que la majorité de ceux qui restaient alors au Cambodge en 1972 étaient des Européens, essentiellement Français et allaient être évacués en 1975, lors de la mise en place du Kampuchéa démocratique.
Pendant le régime de Pol Pot, la communauté catholique du Cambodge, très minoritaire, est proportionnellement l'une des plus touchées parmi les groupes ethniques et religieux : le nombre de « disparus » est évalué à 48,6 %. Le décès en camp de travail de Mgr Joseph Chhmar Salas, vicaire apostolique de Phnom Penh avec d'autres prêtres cambodgiens en est un symbole fort. Souvent citadins, les catholiques ont également le tort d'être, pour une grande partie d'entre eux, d'ethnie vietnamienne, et associés au souvenir de la colonisation française de l'Indochine. La cathédrale de Phnom Penh est, avec la Banque nationale du Cambodge, le seul édifice à être totalement rasé par les Khmers rouges.
Les cultes sont à nouveau autorisés à partir de 1979 par la République populaire du Kampuchéa, mais le pays reste quasiment fermé aux puissances occidentales. Pour contourner cette limitation, les missionnaires réinvestissent le pays sous couvert d’une organisation humanitaire (Caritas), seul moyen pour eux de revenir au Cambodge. Les frontières s'ouvrent finalement au début des années 1990 et l'église catholique peut se reconstruire. Le pays est divisé en un vicariat apostolique (Phnom Penh) et deux préfectures apostoliques (Battambang et Kampong Cham). En 2002, le père François Ponchaud des Missions étrangères de Paris estimait la communauté catholique du Cambodge à « 10 000 chrétiens cambodgiens » et de « 15 000 à 20 000 Vietnamiens ».

### Protestantisme et évangélisme
Concernant les protestants, les seuls chiffres disponibles quant au nombre d’adeptes sont ceux du recensement de 1962, qui en dénombrait quelque 2 000. Ce nombre augmentera pendant la République khmère avec l’arrivée de nombreuses missions humanitaires confessionnelles et évangélistes venues apporter leur aide dans la guerre civile qui s’ensuit et qui en profitent pour obtenir quelques conversions, mais comme pour les catholiques, l'avènement du régime khmer rouge au printemps 1975, marquera le départ des missionnaires et la fin de la pratique de toute religion.
Dans les années 1980, les missions investissent les camps de réfugiés et se livrent une compétition acharnée quant aux conversions qui amène les observateurs à estimer que le nombre de chrétiens cambodgiens est plus important en Thaïlande qu’il ne l'a jamais été au Cambodge.
Les églises évangéliques sont aujourd’hui très présentes et font un prosélytisme soutenu que même les catholiques sur place dénoncent. Toutefois, si de nombreuses adhésions sont obtenues, généralement en échange d’une formation ou d’une aide humanitaire, la plupart de ces nouveaux fidèles retournent à leur croyance initiale sitôt que les bienfaits tirés de cette nouvelle conversion s’estompent.

## Hindouisme

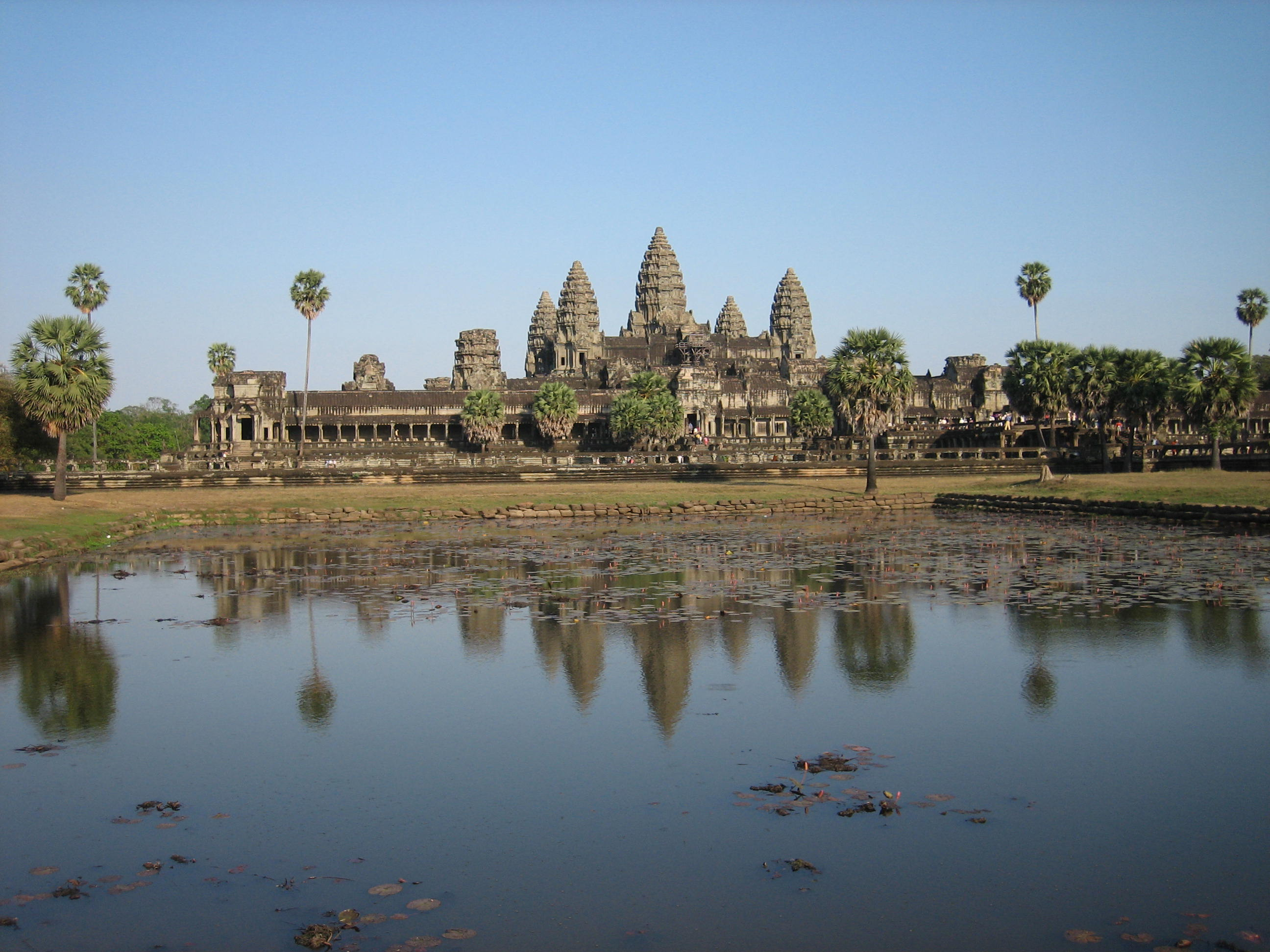
Angkor Vat, le seul temple d'état du Cambodge dédié à Vishnou

L’hindouisme a été, parfois seul, parfois avec le bouddhisme, la religion d’État des différentes entités territoriales qui se sont succédé au Cambodge du début de l’ère chrétienne au XIVe siècle. Il a aussi été une source d’inspiration indéniable de l’art khmer.
Même si les sources sur cette période restent parcellaires, il est néanmoins possible de dégager quelques lignes directrices quant aux pratiques religieuses. L’étude de la statuaire indique qu’au moins depuis le Ve siècle, l’essentiel des rites pratiqués semblent découler du vishnouisme, et ce jusqu’à la fin du IXe où apparaissent des temples dédiés à Brahmā, mais comportant des espaces pour les hommages à Vishnou et Shiva. Le culte de cette divinité prend progressivement de l’importance quand bien même les autres vénérations semblent rester tolérées. Tout au plus notera-t-on un bref retour du vishnouisme au premier plan dans la première moitié du XIIe, lorsque Suryavarman II fera bâtir Angkor Vat, le seul temple d’État du Cambodge dédié au dieu protecteur de la trimourti hindoue. Mais les adeptes de Shiva reprennent rapidement leur place prépondérante pour quelques décennies, avant que Jayavarman VII ne proclame le bouddhisme mahāyāna seule religion d’État. Une brève réaction shivaïte aura lieu dans la seconde moitié du XIIe siècle où, au moins à Angkor, les représentations du Bouddha seront détruites ou transformées en effigie de la nouvelle divinité. Cette réaction restera toutefois sans lendemain et il semble que peu après une forme moins radicale du shivaïsme ait cohabité au Cambodge avec le bouddhisme mahāyāna jusqu’au XIVe siècle où ces deux religions s’effaceront au profit exclusif du bouddhisme theravāda.
De nos jours, on peut observer la présence d'un ou plusieurs brahmanes du Palais royal (les Bakous) au cours de cérémonies traditionnelles telles celle du Sillon sacré (Chrat Preah Nongkal) destinée à augurer de bonnes récoltes. Les Bakous continuent à vivre à la cour du roi et à officier dans les grandes cérémonies exaltant le principe monarchique : tonte du toupet au baptême des princes du sang, fêtes d'anniversaire royaux, labourage sacré, Fête des eaux (Om Touk), nouvel an khmer (Chaul Chnam). Mais aucune source ne semble exister quant à la pratique de l’hindouisme en tant que religion au Cambodge en dehors de ces rites et rituels.
- Temples hindouistes au Cambodge, (10 000 hindouistes en 2010, 40 000 en 2012, estimations)

## Khmers Loeu

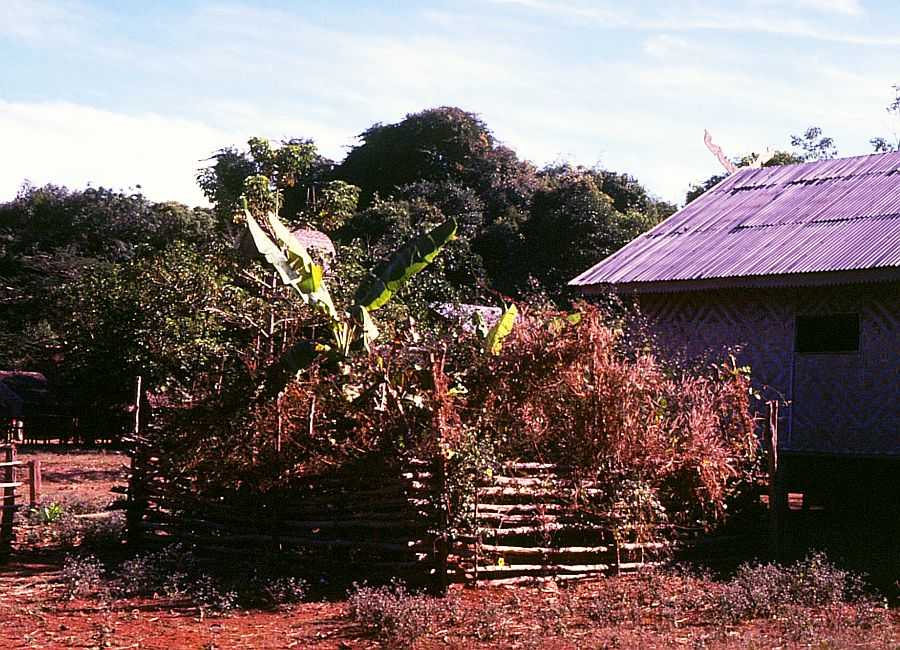
Bosquet sacré de l'ethnie Kreung, entouré d'un enclos, protégeant l' esprit du bananier (province de Rotanah Kiri)

Les peuplades du nord-est cambodgien pratiquent une forme d’animisme hérité des périodes préangkoriennes.
D’après ces croyances, l’existence serait régie par la cohabitation entre les habitants des contrées, l’esprit de leurs morts, le riz en tant que nourriture de base qu’il faut choyer, ainsi que par les Neak Ta, sortes de génies qui commandent aux éléments naturels et dont il est nécessaire de s’attacher la protection. Un seul de ces éléments venant à être contrarié et c’est l’ensemble de l’édifice qui sera affecté.
Chaque communauté villageoise comprend ce qui peut s’apparenter à un sorcier, chargé de communiquer avec ces Neak Ta. En cas de crise, des animaux leur sont sacrifiés pour apaiser leur courroux. Les maladies, pour leur part, sont considérées comme des tourments causés par des esprits malfaisants et qu'on éloigne par des talismans et des remèdes préparés par des chamans.
Même si la plupart des Cambodgiens sont adeptes d’autres cultes, ils conservent, surtout dans les campagnes, une partie de ces croyances et continuent, tout en pratiquant leur religion, à vénérer des génies protecteurs.

## Judaïsme
La communauté juive représente moins de 200 personnes à travers tout le royaume. En 2009, Rabbi Bentzion fonde la première institution juive du pays : la maison Chabad à Phnom Penh qui propose un lieu d'échange et de rencontre pour expatriés de confession juive et voyageurs de passage. L'institut met à disposition un Mikvé pour les hommes et un autre pour les femmes, une bibliothèque ainsi qu'une synagogue.